# ریبچستر
ریبچستر (به انگلیسی: Ribchester) یک روستا و محله مدنی در بریتانیا است که در Ribble Valley واقع شده‌است. ریبچستر ۱٬۵۹۸ نفر جمعیت دارد.